# Jan Krekels
Jan Jozef Alfons Franciscus Krekels (Sittard, 26 agosto 1947) è un ex ciclista su strada olandese.

## Palmarès

### Olimpiadi
- 1 medaglia:
  - 1 oro (Città del Messico 1968 nella corsa a cronometro a squadre)